# Emanuel Sandgren
Eric John Emanuel Sandgren, född 8 april 1981 i Karlslunda församling, Kalmar län, död 18 juli 2014 i Göteborg efter en kort tids sjukdom, var en svensk kristen lovsångsledare kopplad till Vineyard. Han bodde i Västra Frölunda. Han var frilansmusiker och var medlem i Mattias Martinson Band, Two Birds och Saving Blue. Han gav 2008 ut skivan Till vem skulle vi gå? tillsammans med Gregory Häljestig på David Media.